# Vegaskarð
Vegaskarð är ett bergspass i republiken Island.   Det ligger i regionen Austurland, i den nordöstra delen av landet, 300 km nordost om huvudstaden Reykjavík. Vegaskarð ligger 517 meter över havet.
Terrängen runt Vegaskarð är kuperad norrut, men söderut är den platt.  Trakten runt Vegaskarð är nära nog obefolkad, med mindre än två invånare per kvadratkilometer. Det finns inga samhällen i närheten. Trakten runt Vegaskarð består i huvudsak av gräsmarker.